# Евдокиевское кладбище (Липецк)
Евдоки́евское кла́дбище — кладбище в городе Липецке (исторический район Студёнки).
Расположено в Правобережном округе между улицей Гагарина и улицей Тельмана (домом № 3 по улице Тельмана и домом № 70а по улице Гагарина).

## История

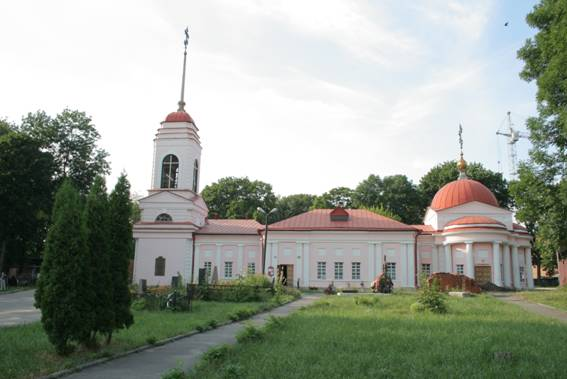
Евдокиевская церковь на кладбище

С начала XIX века на этом месте находилось кладбище Христорождественского собора (центрального храма Липецка). В 1817—1818 годах на нём построили церковь во имя святой преподобномученицы Евдокии. После этого кладбище стало называться Евдокиевским.
Со временем кладбище росло. Сегодня его площадь — свыше 20 тыс. м². В 1965—1968 годах на Евдокиевском кладбище был сделан мемориал воинам Великой Отечественной войны, а соседнюю площадь на пересечении улиц Гагарина и Зегеля назвали площадью Героев. Тогда же на кладбище были захоронены погибшие в липецких эвакогоспиталях, которые располагались в зданиях Липецкого курорта.
Сегодня кладбище закрыто, захоронения не выполняются.

## Известные люди, похороненные на кладбище
См. Похороненные на Евдокиевском кладбище

Памятный знак
Одна из могил